# Cantaxantină
Cantaxantina este un pigment natural din clasa xantofilelor, fiind foarte răspândit în natură. Din punct de vedere chimic, este un derivat tetraterpenic ce conține grupe carbonil de tip cetonă (C=O). Este aprobat pentru uz alimentar în România și în multe state, având numărul E E161g. Pentru utilizarea sa comercială, este obținut din specii de ciuperci din genul Cantharellus sau din pene de flamingo, dar poate fi sintetizat și din caroteni.